# Vancouveria planipetala
Vancouveria planipetala ist eine Pflanzenart aus der Gattung Vancouveria innerhalb der Familie der Berberitzengewächse (Berberidaceae). Sie ist im westlichen Nordamerika verbreitet und wird dort englisch redwood inside-out flower, redwood ivy genannt.

## Beschreibung

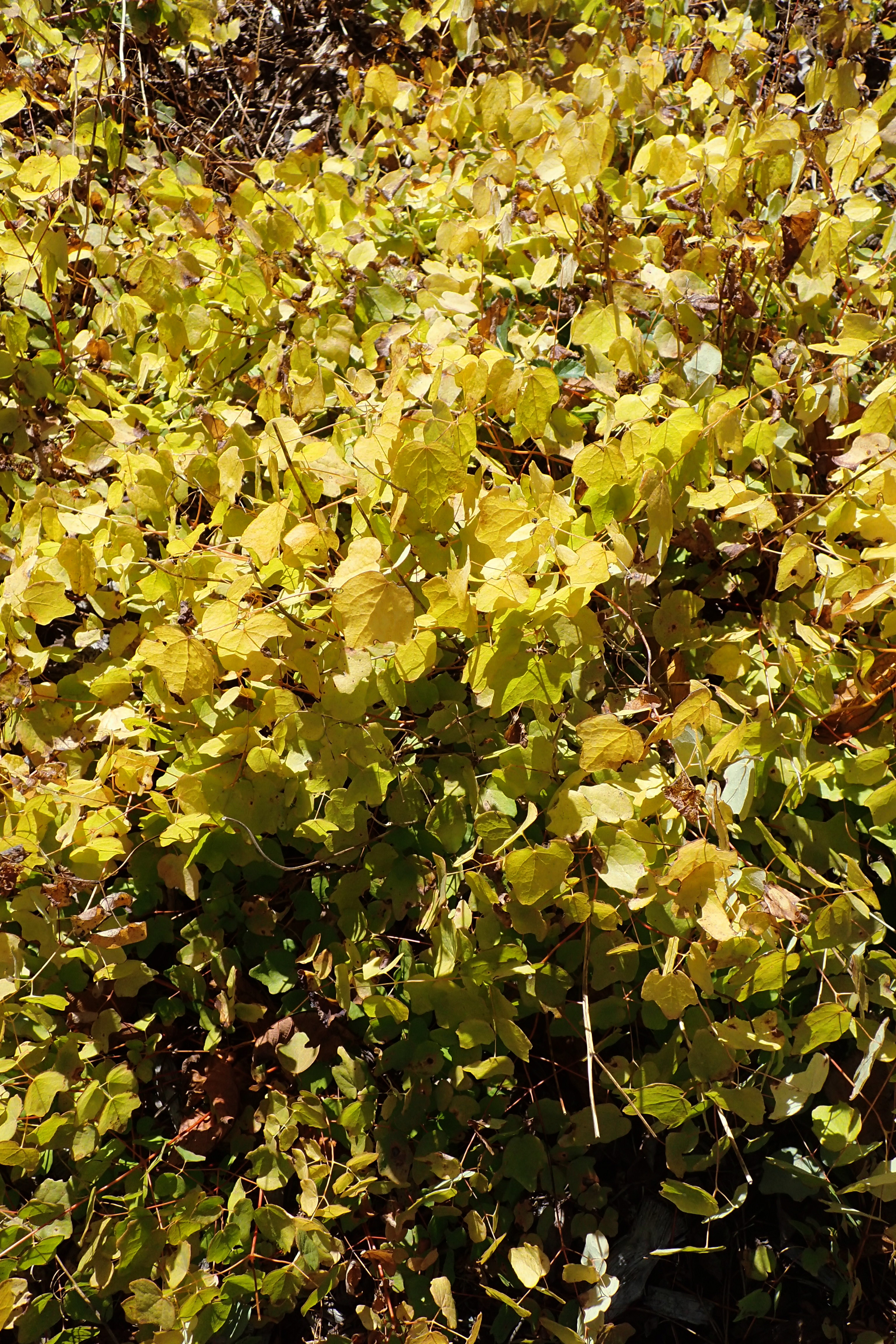
Habitus und Laubblätter

### Vegetative Merkmale
Vancouveria planipetala ist eine ausdauernde krautige Pflanze. Es wird ein meist unterirdisches, relativ kurzes Rhizom gebildet, das braune Schuppenblätter besitzt.
Die in einer Rosette angeordneten, haltbaren Laubblätter sind in Blattstiel und Blattspreite gegliedert. Der bei einer Länge von 1 bis 15 Zentimetern relativ lange Blattstiel ist rötlich, anfangs spärlich behaarte und später verkahlend. Die zusammengesetzte Blattspreite besteht aus zwei oder drei bei einer Länge von 10 bis 30 Zentimetern gerundeten-dreieckigen oder gerundeten-pentagonalen Blättchen mit mehr oder weniger herzförmiger Basis und sie sind oft breiter als lang; sie sind undeutlich dreilappig. Der Rand der Blättchen ist deutlich verdickt sowie kraus. Die Blattunterseite ist kahl oder spärlich behaart und die Blattoberseite ist kahl.

### Generative Merkmale
Die Blütezeit reicht in Nordamerika von Mai und Juni. Auf einem bei einer Länge von 10 bis 20 Zentimetern relativ langen, aufrechten Blütenstandsschaft befindet sich ein rispiger Blütenstand mit 20 bis 50 hängenden Blüten. Der obere Teil der Blütenstandsachse ist kurz drüsig behaart. Die sechs bis neun Deckblätter sind weiß bis gelb. Der 1 bis 3 Zentimeter lange Blütenstiel ist im unteren Drittel kurz drüsig behaart. Der Blütenstiel scheint aus dem Inneren der Blüten zu entspringen, vom Blütenende statt der Blütenbasis, daher der Trivialname „upside-down flower“ oder „inside-out flower“.
Die relativ kleinen Blüten sind zwittrig. Die sechs inneren Kelchblätter 4 bis 5 Millimeter lang und sehen wie Kronblätter aus und die äußeren Kelchblätter sind 2 bis 4 Millimeter lang, weiß sowie zurück- oder aufwärtsgebogen, vom Zentrum der Blüte weg gestreckt. An die Kelchblätter angelegt sind die echten Kronblätter, die 3 bis 4 lang und weiß oder violett gefärbt sind mit flachem oder gekerbtem oberen Ende. Die seitlichen Kronlappen enthalten goldene Nektarien. Es gibt sechs Staubblätter. Die Staubfäden sind kahl und ohne Drüsen. Der relativ große, glänzende Fruchtknoten enthält zwei bis zehn Samenanlagen. Der haltbare Griffel endet in einer becherförmigen Narbe.
Die kahle, grünlich-braune Balgfrucht ist elliptisch und einschließlich des etwa 2 Millimeter langen Schnabels 5 bis 7 Millimeter lang. Die Balgfrucht öffnet sich mit zwei Fruchtklappen und enthält ein oder zwei Samen. Die schwarzen, bei einer Länge von 3 bis 4 Millimetern halbmondförmigen Samen besitzen einen Ölkörper, durch den es zu Ameisenausbreitung kommt.

### Chromosomensatz
Die Chromosomenzahl beträgt 2n = 24.

## Vorkommen
Vancouveria planipetala kommt nur in den westlichen US-Bundesstaaten nordwestliches Kalifornien sowie südwestliches Oregon vor. Sie kommt nur in den Klamath Mountains und den nördlichen Kalifornischen Küstengebirgen vor.
Vancouveria planipetala wächst in Wäldern, insbesondere Küstenmammutbaum-Wäldern.

## Taxonomie
Die Erstbeschreibung von Vancouveria planipetala erfolgte 1887 durch Silvio Calloni in Malpighia; Rassegna Mensile de Botanica. Messina, Italy, 1, Seite 266, Tafel 6.

## Nutzung
Vancouveria planipetala wird als Zierpflanze in Parks und Gärten verwendet.